# Mimudea bractealis
Mimudea bractealis is een vlinder van de familie van de grasmotten (Crambidae), uit de onderfamilie van de Spilomelinae. De wetenschappelijke naam van deze soort is voor het eerst voorgesteld als Pionea bractealis door George Hamilton Kenrick in een publicatie uit 1907.
De soort komt voor in Papoea-Nieuw-Guinea.